# Egon Jugel
Egon Jugel (* 8. Februar 1923; † 20. Februar 1990) war in den 1940er und 1950er Jahren Fußballspieler in Sachsen. Mit der BSG Horch Zwickau wurde er erster DDR-Fußballmeister, mit der SG Volkspolizei Dresden Vizemeister. 
Die Fußballkarriere von Jugel im Männerbereich begann wegen des Zweiten Weltkrieges erst im Alter von 24 Jahren, als er sich 1947 der Sportgemeinschaft Planitz im gleichnamigen Zwickauer Vorort anschloss. 1948 qualifizierte sich die SG Planitz für die 1. Ostzonenmeisterschaft und erreichte das Endspiel. Die Randzwickauer spielten am 4. Juli 1948 in Leipzig vor 40.000 Zuschauern mit Jugel als linkem Verteidiger gegen die SG Freiimfelde Halle und gewannen mit 1:0. 1949 wurde die SG Planitz in die BSG Horch Zwickau umgewandelt, wurde aber in der Sächsischen Meisterschaft nur Vierter. Nach drei Entscheidungsspielen gegen Zeiss Jena qualifizierte sich Horch Zwickau für die neu eingeführte Oberliga des Deutschen Sportausschusses. Für das Aufgebot von Horch Zwickau zur ersten Oberligasaison 1949/50 wurde Jugel als Verteidiger nominiert. Von den 26 ausgetragenen Punktspielen bestritt er 19 und trug damit wesentlich zum Gewinn des Meistertitels für die Zwickauer bei. Auch in der Oberligasaison 1950/51, in der die Zwickauer als BSG Motor antraten, gehörte Jugel mit 24 Einsätzen bei insgesamt 34 Punktspielen wieder zum Zwickauer Mannschaftsstamm. Mit der Landesauswahl Sachsen wurde Jugel 1951 nach einem 2:1-Sieg über die Auswahl von Sachsen-Anhalt DDR-Länderpokalsieger. In der Spielzeit 1951/52 trat Jugel für die SG Volkspolizei Dresden an, für die er 18 der 36 ausgetragenen Punktspiele bestritt. Mit dieser Mannschaft wurde er DDR-Vizemeister. Weitere Einsätze im höherklassigen Fußball sind nicht bekannt.